# Om te doen gedenken
Om te doen gedenken is een oorlogsmonument in de Nederlandse plaats Aalten.

## Achtergrond
Het monument werd opgericht op initiatief van het comité Stichting Monument 1940-1945 ter herinnering aan de Aaltense slachtoffers van de Tweede Wereldoorlog. De opdracht werd gegund aan de in Hattem wonende beeldhouwster Bé Thoden van Velzen. Zij maakte een beeldengroep uit één blok Frans kalksteen. Ze omschreef het beeld als volgt: "... voorstellende man, vrouw en kind, als symbool van het gehele Nederlandse volk, verwachtingsvol uitziende naar de bevrijding, ongebogen en onverzwakt." Het beeld werd geplaatst in een plantsoen aan de Wehmerstraat en is gericht naar het zuiden, waar zowel de bezetters als de bevrijders vandaan kwamen. Het monument werd op 16 juni 1956 onthuld door 'Ome Jan' Wikkerink, leider van het verzet in Aalten.

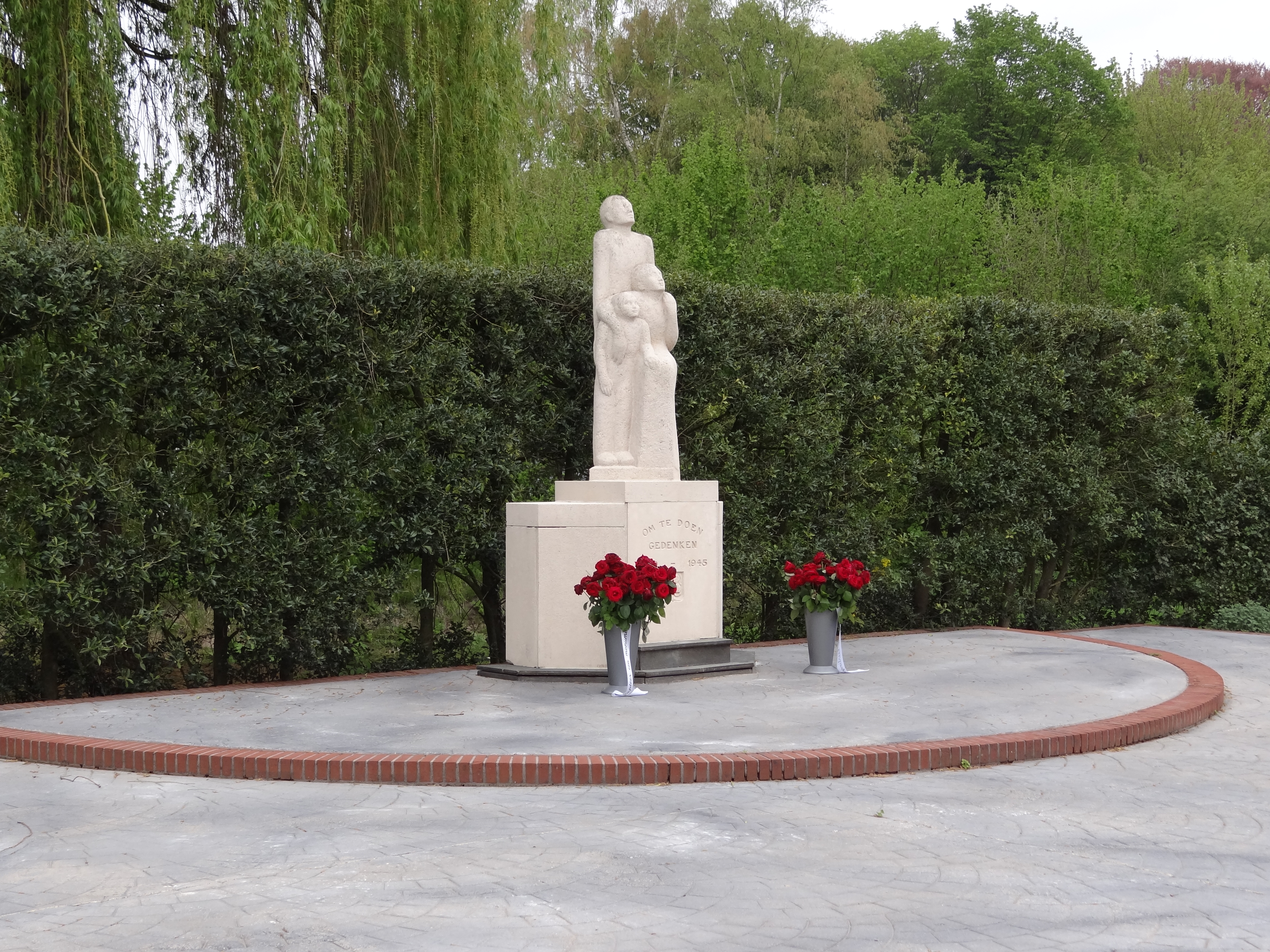
totaaloverzicht

## Beschrijving
Het monument bestaat uit een beeldengroep van een man, vrouw en kind op een sokkel. De staande man houdt zijn linkerhand op de schouder van de zittende vrouw. Zij heeft haar arm om een naast haar staand kind geslagen. De figuren zijn enigszins gestileerd weergegeven.
Op de sokkel staat in laag-reliëf het wapen van Aalten (met de lindeboom) en de tekst 

Om te doen gedenken 1940-1945